# Jan Rehmann
Jan Rehmann (eigentlich Johann Rehmann, geboren 1953) ist ein deutscher Sozialwissenschaftler und Philosoph.

## Leben
Rehmann schloss 1983 sein Lehramtsstudium für die Fächer Geschichte und Französisch mit der ersten wissenschaftlichen Staatsprüfung zur Zulassung für das Amt des Studienrats ab. In den Jahren 1983 bis 1985 war er in Berlin als Referendar tätig und absolvierte 1985 das Zweite Staatsexamen. Er wurde 1997 an der FU Berlin promoviert.
Seit 1998 unterrichtet Rehmann als Visiting Professor for Critical Theory and Social Analysis am Union Theological Seminary in New York City. 2003 erfolgte seine Habilitation in Philosophie an der Freien Universität Berlin, wo er seitdem auch lehrt.
In seiner wissenschaftlichen Arbeit beschäftigt sich Rehmann insbesondere mit den Themen zu Ideologien, der Hegemonietheorie sowie Religion. In Berlin war er an der Gründung der dortigen Volks-Uni beteiligt. Ferner ist er von Beginn dem Berliner Institut für kritische Theorie verbunden und arbeitet auch am Historisch-kritischen Wörterbuch des Marxismus mit. In den 1980er Jahren arbeitete er an dem Projekt „Ideologietheorie“ um Wolfgang Fritz Haug mit.
Mehrere seiner Monographien wurden ins Englische übersetzt.
Rehmann ist Mitglied im Wissenschaftlichen Beirat von Attac.

## Veröffentlichungen (Auswahl)
- Die Kirchen im NS-Staat. Untersuchung zur Interaktion ideologischer Mächte, Argument Verlag: Berlin 1986.
- Max Weber. Modernisierung als passive Revolution. Kontextstudien zu Politik, Philosophie und Religion im Übergang zum Fordismus, Argument Verlag: Hamburg, Berlin, 1998.
  - englisches Übersetzung: Max Weber: Modernisation as Passive Revolution. A Gramscian Analysis, Brill, Leiden 2014, ISBN 978-90-04-27179-1.
- Postmoderner Links-Nietzscheanismus. Deuleuze & Foucault. Eine Dekonstruktion, Argument Verlag: Hamburg 2004 (aktualisierte und erweiterte Neuauflage, Mangroven Verlag, Kassel 2021, ISBN 978-3-946946-17-5).
  - englische Übersetzung: Deconstructing Postmodernist Nietzscheanism: Deleuze and Foucault, Brill, Leiden 2022, ISBN 978-90-04-51512-3.
- Einführung in die Ideologietheorie, Argument Verlag: Hamburg 2008.
- gemeinsam mit Thomas Wagner (Hg.): Aufstand der Leistungsträger? Das Buch zur Sloterdijk-Debatte, Argument Verlag: Hamburg 2010.